# 山本史郎
山本 史郎（やまもと しろう、1954年6月21日 - ）は、日本の英文学者、翻訳家。東京大学総合文化研究科名誉教授。
J・R・R・トールキンやローズマリー・サトクリフ作品の訳者としても知られる。

## 略歴
和歌山県生まれ。1978年、東京大学教養学部教養学科イギリス分科卒業。1981年、東京大学大学院人文科学研究科英語英文学専門課程博士課程中退、その後大阪市立大学助教授。1987年、東京大学教養学部助教授。1997年、東京大学総合文化研究科教授。2019年、同退任、名誉教授。2021年、順天堂大学健康データサイエンス学部特任教授。

## 著書
- 『東大の教室で「赤毛のアン」を読む』（東京大学出版会） 2008
- 『東大講義で学ぶ英語パーフェクトリーディング』（DHC） 2010
- 『名作英文学を読み直す』（講談社選書メチエ） 2011
- 『読み切り世界文学 人生は賢書に学べ』（朝日新聞出版） 2015
- 『名訳を生み出す翻訳トレーニング』（秀和システム） 2019.3

### 共著
- 『英語力を鍛えたいなら、あえて訳す!』（森田修共著、日本経済新聞出版社） 2011

## 翻訳
- 『アンティゴネーの変貌』（ジョージ・スタイナー、海老根宏共訳、みすず書房） 1989
- 『アンデルセンクラシック 9つの物語』（アンデルセン、原書房） 1999
- 『完全版・赤毛のアン』（L・M・モンゴメリ、原書房） 1999
- 『自分で考えてみる哲学』（ブレンダン・ウィルソン、東京大学出版会） 2004
- 『イギリス流大人の気骨 スマイルズの『自助論』エッセンス版』（サミュエル・スマイルズ、編訳、講談社） 2008
- 『図説 ディケンズのロンドン案内』（マイケル・パターソン、監訳、森川慎也, 中川映里, 廣幡晴菜訳、原書房） 2010

### J・R・R・トールキン
- 『ホビット ゆきてかえりし物語』（原書房） 1997
  - 『絵物語 ホビット - ゆきてかえりし物語』（原書房） 1999
- 『仔犬のローヴァーの冒険』（原書房） 1999
- 『サー・ガウェインと緑の騎士 トールキンのアーサー王物語』（原書房） 2003、のち新版

### トールキン関連書籍
- 『ファンタジー画集 トールキンの世界』（原書房） 1998、のち新版
- 『トールキンのホビットイメージ図鑑』（原書房） 2012
- ジョン・ハウ『ミドルアース　ファンタジー・イメージ画集』（原書房） 2020
- アラン・リー『ロード・オブ・ザ・リング　ファンタジー・イメージ画集』（原書房） 2020
- アラン・リー『ホビット　ファンタジー・イメージ画集』（原書房） 2020
- キャサリン・マキルウェイン『J・R・R・トールキン　自筆画とともにたどるその生涯と作品』（原書房） 2023

### ローズマリー・サトクリフ
- 『アーサー王と円卓の騎士 サトクリフ・オリジナル』（原書房） 2001
- 『アーサー王と聖杯の物語 サトクリフ・オリジナル2』（原書房） 2001
- 『アーサー王最後の戦い サトクリフ・オリジナル3』（原書房） 2001
- 『トロイアの黒い船団 サトクリフ・オリジナル4』（原書房） 2001
- 『オデュッセウスの冒険 サトクリフ・オリジナル5』（原書房） 2001
- 『剣の歌 ヴァイキングの物語 サトクリフ・オリジナル6』（原書房） 2002
- 『落日の剣 真実のアーサー王の物語』（山本泰子共訳、原書房） 2002
- 『シールド・リング - ヴァイキングの心の砦』（原書房） 2003
- 『ロビン・フッド物語』（原書房） 2004
- 『山羊座の腕輪(ブレスレット) ブリタニアのルシウスの物語』（原書房） 2004
- 『英雄アルキビアデスの物語』（原書房） 2005
- 『血と砂 愛と死のアラビア』（原書房） 2007
- 『女王エリザベスと寵臣ウォルター・ローリー』（原書房） 2007
- 『白馬の騎士 愛と戦いのイギリス革命』（原書房） 2008

### 神話・伝説
- 『図説 アーサー王物語』（アンドレア・ホプキンズ、原書房） 1995
- 『図説 アーサー王伝説事典』（ローナン・コグラン、原書房） 1996
- 『図説 アーサー王の世界』（デイヴィッド・デイ、原書房） 1997、のち改題『図説 アーサー王伝説物語』
- 『図説 ケルト神話物語』（イアン・ツァイセック、山本泰子共訳、原書房） 1998
- 『ケルト妖精物語』（ジョーゼフ・ジェイコブズ編、山本泰子共訳、原書房） 1999
- 『ヴィジュアル版世界の神話百科 東洋編 - エジプトからインド、中国まで』（レイチェル・ストーム、山本恭子共訳、原書房） 2000
- 『図説 エジプト神話物語』（ジョナサン・ディー、山本泰子共訳、原書房） 2000
- 『アーサー王物語伝説 魔術師マーリンの夢』（ピーター・ディキンスン、原書房） 2000
- 『図説 アーサー王百科』（クリストファー・スナイダー、原書房） 2002
- 『聖書伝説物語 楽園追放から黄金の都陥落まで』（ピーター・ディキンスン、原書房） 2003
- 『アトランティスは沈まなかった 伝説を読み解く考古地理学』（ウルフ・エルリンソン、原書房） 2005
- 『アーサー王伝説 7つの絵物語』（ロザリンド・カーヴェン、原書房） 2012

### 歴史
- 『ネルソン提督伝 - ナポレオン戦争とロマンス』（ロバート・サウジー、原書房） 1992
- 『女王エリザベス』（クリストファー・ヒバート、原書房） 1998
- 『ナイルの海戦 ナポレオンとネルソン』（ローラ・フォアマン, エレン・ブルー・フィリップス、原書房） 2000
- 『トラファルガル海戦物語』（ロイ・アドキンズ、原書房） 2005
- 『ネルソン提督大事典』（コリン・ホワイト、原書房） 2005